# Флорентинска република
Флорентинската република (на латински: Respublica Florentina; на италиански: Repubblica fiorentina) е независима република в Средновековна Италия, съществувала в периода 1115 – 1185 и 1197 – 1532 г. Възниква като независима средновековна комуна в град Флоренция, но скоро подчинява голяма част от Северна и Централна Тоскана и през Късното средновековие започва да играе важна роля в политическата система в Италия. Флорентинската република създава сложна форма на управление, основана на недопускане на узурпацията на властта от едно лице и на достатъчно широко въвличане на гражданите в държавните органи.
През XIII – XIV век икономическото развитие на Флоренция изпреварва практически всички други държави не само в Италия, но и в Европа. Там първо се заражда манифактурното производство и започват социални конфликти между наемните работници и патрициите.
През XIV век Флоренция дава началото на Италианския ренесанс, в който творят Данте, Петрарка, Бокачо, Микеланджело, Макиавели и много други.
През 1434 г. във Флорентинската република на власт се установява родът Медичи, при които републиката се трансформира в еднолична сеньория.
По време на Италианските войни във Флоренция е установен изравнителният теократичен режим на Савонарола, но с подкрепата на Франция и папството Медичите възстановяват властта си през 1512 г.
През 1532 г. републиканската структура на Флоренция е премахната окончателно и страната се превръща в наследствена монархия – Флорентинско херцогство (от 1569 г. – Велико херцогство Тоскана).

## Исторически контекст
Произходът на Комуна Флоренция датира от 1115 г., когато след смъртта на Матилда от Каноса градът става независим от Тосканската марка – територия, зависима от Свещената Римска империя, управлявана от императорската корона и следователно от избрани от императора феодали и знатни господари; икономиката и политиката не са свободни, а подчинени на феодала.
Необходимостта, довела до раждането на комуната, е асоциативен пакт между частни лица, поет с клетва, доброволен и съставен от група граждани с цел защита на правата на отделните членове. Икономиката на Флоренция всъщност трябва да се освободи от феодалното управление и следователно от империята. След еволюцията на тези пактове те престават да бъдат частни и стават публични по обхват. През 1138 г. се ражда първата система на общинска администрация, определена като консулска система.
Град Флоренция преживява различни периоди на републиканско управление: Консулска република, Република на първата демокрация, Република на Савонарола и Република на Медичите.
Всъщност обаче градът не остава република непрекъснато от 1115 до 1527 г., а преминава през няколко съществени модификации на своите институции в историята:
- 1115 – 1434 г.: републиканска олигархична форма
- 1434 – 1494 г.: де юре република
- 1494 – 1512 г.: република във всяко отношение
- 1512 – 1527 г.: де юре република
- 1527 – 1530 г.: пълноправна република
- 1530 – 1532 г.: де юре република

Краят на републиката се дължи на превръщането на Флоренция в херцогство на Медичите през 1532 г.; де факто още през 1527 г. градът така или иначе се е превърнал в олигархия в ръцете на самите Медичи и на най-влиятелните семейства в икономическата сфера. Като цяло с появата на комуната народът участва във все по-малка степен в управлението на града, докато не бъде почти изключен в периода на подеста и при управлението на Медичите.

## Ранна комуна във Флоренция

### Образуване на Комуна Флоренция (X – началото на XII век)
Елементи на самоуправление в градовете на Тоскана се появяват по времето на империята на Карл Велики, когато възникват колегиите на скабините, избирани от жителите на града и участващи в правораздаването. С разпадането на империята през IX век властта на маркграфовете на Тоскана рязко нараства и те стават най-могъщите феодали в Италианското кралство. Главната им резиденция е Лука, а подчинените им графове са в другите градове. В резултат на това се създава система от селски райони (контади) с центрове в градовете, като флорентинският е най-големият. Въпреки това централното управление в Тоскана, както и в други региони на Италия, е изключително слабо: тук няма кралска администрация, а местните феодални семейства не разполагат със значителни поземлени владения нито с пълна власт над градовете. Епископите в Тоскана също не успяват да поставят графовете и градовете под свой контрол, както се случва в Ломбардия, а консервативното им отношение към развиващата се Клюнийска реформа не допринася за популярността им сред населението.
Бурният ръст на морската и сухопътната търговия в Тоскана през XI век ускорява развитието на градовете и ги превръща в политическа сила. По време на борбите на императора на Свещената римска империя Хайнрих IV с папа Григорий VII императорът, стремящ се да отслаби маркграфинята на Тоскана Матилда – съюзница на папата, предоставя през 1081 г. автономия на Пиза и Лука. Флоренция остава единственият тоскански град, който остава обвързан с Матилда, за което получава редица привилегии от нея. Последните години от управлението на Матилда са белязани от отслабването на централната власт в Тоскана и началото на сблъсъци между жителите на града и феодалите. Още през 1107 г. флорентинците унищожават замъка Монте Галаци, който принадлежи на една от най-влиятелните благороднически фамилии на контадо Флоренция. Това е началото на борбата на града за независимост срещу местните феодали. Матилда не се намесва в тази борба и след смъртта ѝ през 1115 г. властта във Флоренция преминава към градската комуна – самоуправляваща се политическа организация на гражданите. Комуната поема управлението на вътрешните работи на града, уреждането на търговските и занаятчийските проблеми, събирането на данъците и сеченето на монети и скоро започва да води собствена външна политика. Установяването на властта на комуната във Флоренция през 1115 г. се счита за начало на съществуването на независимата Флорентинска република.
Най-висшият представителен орган на ранната комуна във Флоренция е общото събрание на гражданите, свиквано четири пъти годишно, от което се избира Съвет със законодателни функции. Съветът се състои от около 150 души, представляващи предимно най-богатите жители на града. Изпълнителната власт е предоставена на колегия от дванадесет консули, които се избират за една година. На всеки два месеца двама от тях стават водачи на комуната. Управляващият елит на републиката е съставен от дребно и средно урбанизирани рицари – валвасори и от богати търговци, които образуват специална социална прослойка на паравоенния градски патрициат. В резултат на това младата република придобива подчертан олигархичен характер. Вътрешната структура на флорентинското общество от XII век се характеризира с фрагментация на обществото на големи групи, свързани с родови връзки. Най-важните градски фамилии издигат специални кули-крепости във Флоренция, около които се образуват т. нар. „кули съюзи“ на две или три родствени фамилии – консорциуми. Общо във Флоренция има повече от 100 консорциума, които непрекъснато воюват помежду си. Друго ниво на социална организация са търговските и занаятчийските гилдии, които обединяват представители на една и съща професия независимо от семейното им родство или социална принадлежност, както и първите банкерски къщи.

### Завладяване на контадото и установяване на подест (XII век)
След смъртта на графиня Матилда през 1115 г. централното управление в Тоскана окончателно губи влиянието си, въпреки че постът на маркграф остава през целия XII век. Започва дълга борба между градските общини и феодалните кланове за власт и контрол върху територията на региона. Първата стъпка към флорентинската експанзия в Тоскана е превземането и унищожаването на съседния град Фиезоле през 1125 г. Постепенно флорентинците превземат всички замъци на аристократите от контадото и подчиняват епископа на Флоренция. До средата на XII век територията на флорентинското контадо е под управлението на общината и най-големите аристократи – семействата Гуиди и Алберти признават властта на Флоренция. Феодалите се установяват в града и влизат в общинските структури. През 1182 г. император Фридрих I Барбароса, по време на посещението си в Тоскана, признава самоуправлението на градските общини, ограничавайки властта на маркграфството до събирането на имперските данъци и правораздаването. Флоренция получава харта от императора (през 1187 г., която определя привилегиите и независимостта на Флорентинската комуна.
На конгреса в Сан Дженезио през 1197 г. тосканските градове (Флоренция, Пиза, Сиена, Лука, Арецо, Волтера) сключват съюз помежду си, разделяйки територията на бившето маркграфство на сфери на влияние. В резултат на това избухва гражданска война между водещите градски комуни, от една страна, и феодалите и малките селища в провинцията, от друга, която завършва с установяването на властта на няколко града-държави в Тоскана. След завладяването на техните контади през първата четвърт на XIII век градовете влизат в конфликт помежду си. За Флоренция Сиенската република се превръща в основен враг, чиято експанзия се развива в посока на Флорентинското контадо. Борбата на Сиена и Флоренция за двата малки града Монтепулчано и Монталчино продължава с променлив успех няколко века. Флорентинците успяват да сключат съюз през 1171 г. с Пиза – най-голямото морско пристанище на Тоскана, и да гарантират, че флорентинските стоки се облагат с данък върху корабите на Пиза със същите ставки като тези на Пиза. Въпреки това в началото на XIII век укрепването на Флоренция в Централна Тоскана води до сгъването на два враждебни блока: Флоренция и Лука срещу съюза на Пиза и Сиена. Последните традиционно се фокусират върху императора, което води Флоренция до лагера на папата. Това поставя началото на борбата между гвелфите и гибелините в Тоскана.
По време на завладяването на контадото настъпват важни промени в държавното устройство на Флоренция. Колегията от дванадесет консули като държавен глава е заменена от институцията на едноличния подест – нает кмет, обикновено избиран за една година извън града и под контрола на общинските власти. Подестът е председател на колегиалните органи на републиката и оглавява нейната милиция. Първото споменаване на подеста във Флоренция датира от 1193 г., а в началото на XIII век подестатът най-накрая се оформя като държавна система на Флоренция и други тоскански градове. Създаването на подестата означава отпадане на влиянието на старото градско благородство и предаване на властта на богатите пополани. По това време градът вече е достигнал доста високо ниво на просперитет, както се вижда например от факта, че новите градски стени, които включват редица бивши крайградски земи в града, са издигнати само за две години (1173 – 1175 г.). Флоренция става най-голямото селище и търговски център на Централна Тоскана, броят на жителите му достига 30 хиляди души. Търговските връзки на флорентинските търговци се разпростират в значителна част от Западна Европа.

### Борба на гвелфите и гибелините във Флоренция (1216 – 1260 г.)
Още през 1210-те г. във Флоренция започва борба между привържениците на папата (гвелфи) и на императора (гибелини). Всъщност традиционно началото на борбата между гвелфите и гибелините във Флоренция се свързва с убийството през 1216 г. на Буонделмонте де Буонделмонте от членове на семействата Амидеи и Уберти. Последните стават ядрото на флорентинските гибелини, а привържениците на Буонделмонте стават гвелфи. Така републиката е разделена на два враждуващи лагера, използващи политически пристрастия, за да се борят за власт в комуната. Победата на император Фридрих II в битката при Кортенуово през 1237 г. рязко укрепва партията на гибелините в Северна и Централна Италия. Под натиска на Фридрих II Флоренция признава през 1238 г. сюзеренитета на империята. Известно време по-късно незаконният син на император Фридрих от Антиохия е назначен на поста подест, който започва политика на централизиране на администрацията и обединяване на Тоскана в единна държава. Идването на власт в републиката на гибелините предизвиква недоволство сред повечето жители на града. През 1248 г. водещите гвелфски семейства напускат Флоренция, което води до масови репресии в града срещу опозицията. Почти цяла Тоскана обаче е обхваната от бунт срещу императора. През 1250 г. властта на гибелините е свалена, а Фридрих от Антиохия и неговите привърженици бягат от града. В републиката се установява Първата демокрация (на итал. Il Primo Popolo) (1250 – 1260 г.).
По време на периода на Първата демокрация властта преминава към пополаните, а социалната база на политическия режим на Флоренция е значително разширена поради широките слоеве от занаятчии и търговци. Начело на републиката стои капитанът на народа – военачалникът и ръководителят на „малката (пополанска) комуна". Подестът, който представлява интересите на богатата олигархия, е отстранен от власт. Създаден е и нов общински орган – Съвет на старейшините (на итал. Consiglio degli Anziani), който включва по двама представители от всичките шест района на града. Съветът на старейшините съсредоточава в ръцете си финансовото и фискалното управление на републиката. Друг стълб на режима е Съветът на гилдиите: за първи път в управлението на републиката са представени както богатите търговци, така и представителите на занаятчийските кръгове. Консорциумите са премахнати и техните кули са разрушени.
Новото пополанско правителство продължава своята политика на териториално разширение: през 1251 г. градът установява контрол над малкото морско пристанище Таламоне, в резултат на което републиката получава директен достъп до море. Това предизвиква сформирането на лига от гибелински комуни в Тоскана – Пиза, Сиена и Пистоя срещу Флоренция и избухването на война между тосканските държави. Флорентинската армия постига значителен успех, побеждавайки сиенските войски и подчинявайки Пистоя през 1254 г. Сиена е принудена да сключи мир през 1255 г., като отстъпва редица гранични територии на Флоренция. По същото време Волтера е присъединена към Флоренция. Пиза, след като е победена от Генуа, се съгласява да даде на флорентинските търговци правото да търгуват безмитно през нейното пристанище. В резултат на това хегемонията на Флоренция е установена в Тоскана през 1255 г.
Периодът на Първата демокрация е белязан от успехи не само във външната политика, но и в икономическото развитие. Градът достига своя връх, активно се извършва ново строителство (включително Палацо дел Пополо (т.е. Дворецът на народа) – резиденция на висшите магистрати на републиката, основана през 1255 г., златният флорин е пуснат в обръщение през 1252 г. и става най-популярната монета в Европа, което свидетелства за превръщането на Флоренция в паневропейски финансов център. Въпреки това остава външна заплаха: коронацията на Манфред Сицилиански през 1258 г. съживява надеждите за отмъщение сред италианските гибелини. Те се опитват да извършат държавен преврат във Флоренция, но са победени и изгонени. Гибелините намират убежище в Сиена, където започва да се формира центърът на привържениците на императора в Централна Италия. През 1260 г. флорентинската армия, която включва отряди от други гвелфски общини на Тоскана, атакува Сиена, но в битката при Монтаперти на 4 септември 1260 г. флорентинците са разгромени. Седмица по-късно войските на гибелините влизат във Флоренция. Пополанската конституция е отменена и на власт идват гибелините, поддръжници на крал Манфред.

### Триумф на гвелфите и създаването на приорат (1260 – 1293)
След като гибелините идват на власт през 1260 г., гвелфите са изгонени от републиката, имуществото им е конфискувано, къщите и кулите им са разрушени. Според Liber Extimationum (1269) гибелините напълно разрушават 103 дворци, 580 къщи и 85 кули, след като идват на власт. Изгнаниците намират убежище в Лука – единственият град в Тоскана, където е запазено управлението на гвелфите. Начело на Флорентинската република стои граф Гуидо Новело, назначен от Манфред Сицилиански за генерален викарий на цяла Тоскана. Граф Гуидо незабавно атакува Лука и я принуждава да се съгласи с прогонването на гвелфите (1264 г.). В резултат на това цяла Тоскана е в ръцете на гибелинската партия. Въпреки това папата се обръща за помощ към френския принц Шарл I Анжуйски и му дава короната на Кралство Сицилия. В битката при Беневенто (1266 г.) Манфред е победен и убит. На следващата година войските на Шарл Анжуйски нахлуват в Тоскана. Неговата експедиция е до голяма степен финансирана от флорентинските банкери, които симпатизират на гвелфите. Новината за приближаването на френските войски принуждава граф Гуидо и гибелините да избягат. Властта в републиката отново преминава към гвелфите. Шарл Анжуйски е избран за подест на Флоренция и запазва тази позиция през следващите тринадесет години. До 1270 г. цяла Тоскана е под контрола на гвелфите.
По време на управлението на Шарл Анжуйски вътрешната автономия на Флоренция се запазва въпреки факта, че кралят поема цялата външна политика на републиката. Пополаните са отстранени от управление и властта е съсредоточена в ръцете на магнатите (благородници и едри земевладелци), оглавявани от Съвета на шестимата. Нарастващото влияние на крал Шарл и Франция не се харесва на папа Григорий X, който се опитва през 1273 г. да постигне помирение между флорентинските гвелфи и гибелини, но претърпява поражение поради позицията на Шарл и радикалните гвелфи. Едва през 1280 г. папският легат – кардинал Латино дей Франджипани успява да постигне споразумение между гвелфите и гибелините от Флоренция, които се съгласяват да споделят общински позиции в републиката. Умерените гибелини се завръщат във Флоренция и им е върната собствеността. Но всъщност гвелфите остават на власт: привържениците на императора са малко във Флоренция и икономически слаби. Шарл Анжуйски е отстранен от поста на подест на републиката.
Падането на мощта на Анжуйците е тласък за нов кръг от борба за влияние между различни социални групи във Флоренция. Бързото развитие на търговията, и привилегиите, получени от флорентинските търговци във Франция, Неапол и някои други държави, рязко увеличават влиянието на търговските гилдии. Тези гилдии на Флоренция всъщност завземат властта в републиката през 1282 г. чрез института на своите представители – приорите на гилдиите, изтласквайки други общински органи извън контрол. Старата конституция на републиката е премахната през 1283 г. и е установен приорен режим, който осигурява господството на търговския елит („дебел народ“ – на итал. popolo grasso), обединени в седемте старши гилдии, на итал. Arti maggiori, които включват: Калимала (обработка на дрехи и търговия с платове), Лана (обработка и търговия с вълнени тъкани), Камбио (обмяна на пари), Пор Санта Мария (водещи търговци на дребно), гилдии на производителите на кожи, на лекарите и фармацевтите, на съдиите и нотариусите. От 1287 г. петте „средни“ гилдии също получават достъп до власт: месарите, обущарите, ковачите, строителите, производителите на бельо и продавачите на платове. Извън управляващия елит остават деветте „младшите гилдии“, на итал. Arti minori: търговците на вино, пекарите, търговците на храна, търговците на дървен материал, кожарите, щавачите, оръжейниците, ключарите, собствениците на хотели, които обединяват по-бедните слоеве на занаятчиите („малкия народ“, на итал. popolo minuto). Нобили първоначално си запазват правото да участват в управлението, при условие че се присъединят към една от дванадесетте управляващи гилдии.
Триумфът на гвелфите във Флоренция е придружен от увеличаване на флорентинската експанзия в Тоскана. Гибелините идват на власт в Арецо през 1287 г., което предизвиква нахлуването и победата на флорентинците. Въпреки това избухването на войната през 1288 г. с гибелините в Пиза е изключително злощастно за Флоренция. Това предизвиква антипатрицианско движение начело с Джано дела Бела, привърженик на по-широката демокрация. В резултат на това са установени Съдебните институции (на итал. Ordinamenti di Giustizia) (1293 г.), които затваря достъпа на магнатите до ръководните органи на Флорентинската република. Създава се нова политическа система, която за два века утвърждава демократичните принципи на държавното управление и управлението на пополаните. Всяка от 21-те гилдии на Флоренция получава дял в управлението, въпреки че реалната власт остава в по-старите гилдии. Удивителен резултат от демократизацията на Флорентинската република е освобождаването на селяните от крепостничество в цялата държава (1289 г.).

## Разцвет на Флорентинската република

### Борбата между белите и черните гвелфи (край на XIII – начало на XIV век)
Конституционните реформи на Джано дела Бела (1292 – 1293) премахват властта на магнатите, отстраняват ги от управлението и ги лишават от правото на глас. Установена е Втората демокрация (на итал. Il Secondo Popolo), която разчита на широките слоеве на гилдиите на занаятчиите и търговците. Въпреки това суровите мерки срещу магнатите и господството на Джано дела Бела, който разчита на неорганизираните маси, не се харесват част на флорентинското общество. Процесът срещу един от магнатите (1295 г.) води до разрушаването на двореца на подеста. Това предизвиква ответна реакция и идването на власт на умерените пополани. Дела Бела напуска Флоренция. На магнатите, номинално включени в гилдиите, е върнато правото на глас. Въпреки това напрежението между умерени и радикали продължава. Начело на умерените Бели гвелфи застава Виери де Черки, представляващ интересите на висшите търговски и занаятчийски слоеве („дебелият народ“), склонни към помирение с гибелините, а начело на радикалните Черни гвелфи – Корсо Донати, който разчита на благородниците и на пламенните поддръжници на папата. „Малкият народ“, враждебно настроен към търговския и занаятчийски елит на републиката, се присъединява към черните гвелфи. Борбата между белите и черните гвелфи продължава с променлив успех до края на XIII век, докато Флоренция не е превзета от войските на Шарл дьо Валоа през 1301 г., поканен от папа Бонифаций VIII да подкрепи черните гвелфи. Френско-папската армия прогонва умерените от града (1302), включително Данте Алигиери, и установява режим на терор срещу белите гвелфи: повече от 600 жители на Флоренция са осъдени на смърт. Всички постове в републиката са заети от привържениците на Донати.
Белите гвелфи намират убежище в гибелинските комуни на Тоскана, предимно в Пиза, и се обръщат за помощ към император Хайнрих VII, който влиза в Италия с армията си. Въпреки че императорът умира по време на организирането на кампания срещу Флоренция (1313), външната заплаха остава остра: пизанският диктатор Угучоне дела Фаджола се противопоставя на републиката, побеждавайки флорентинската милиция в битката при Монтекатини (1315), а след това и сеньорът на Лука Кастручо Кастракани атакува владенията на Флоренция, подчинявайки почти цяла Тоскана. Флоренция е принудена да извика на помощ Робер Анжуйски, крал на Неапол, и да му предостави най-високата власт в републиката и правото да назначава подест. Сюзеренитетът на неаполитанския крал над Флоренция продължава до 1322 г. Въпреки това превземането от Кастручо Кастракани на Пистоя (1325 г.) и поредното поражение на флорентинците в битката при Алтопашо (23 септември 1325 г.) отново изискват извънредни мерки: Флоренция преминава към практиката да наема въоръжени отряди от чуждестранни кондотиери за своята защита. Първият такъв кондотиер е испанецът Рамон де Кардона. Херцог Шарл Калабрийски, син на крал Робер, е избран за сеньор на републиката с правото да назначава подеста, приорите и редица други служители, и с огромна парична награда. Флоренция успява да освободи Пистоя и със смъртта (1328) на Кастручо Кастракани няма нужда от чуждо управление. В резултат на това е възстановена старата републиканска конституция.

### Социално-икономическото развитие на Флоренция в средата на XIV век
Към средата на XIV век Флоренция се превръща във водещ финансов и индустриален център на Европа. Банките на Флоренция предоставят заеми на водещите европейски монарси и папата, поемат събирането на данъците в кралство Англия, кралство Франция, Неапол, получават монополни права за износ на основни продукти (вълна от Англия, зърно от Южна Италия). Продукцията на работилниците за плат и вълна на републиката се изнася в цяла Европа и Източното Средиземноморие, а суровините за производството на толкова ценния фин флорентински плат идват в града от Англия, Фландрия и Франция. Флоренция става една от първите държави, в които започват да се развиват капиталистически отношения, възниква прослойка от наемни работници и манифактурно производство.
В средата на XIV век експанзията на Флорентинската република в Тоскана продължава. Пистоя (1331), Арецо (1351), Волтера (1361) са окончателно анексирани. Опитът за превземане на Луканската република е неуспешен въпреки сключения съюз с Венеция (1336). Освен това Лука попада под управлението на Пиза (1342), което принуждава Флоренция отново да се обърне към чужденци за военна помощ. Херцогът на Атина Готие дьо Бриен (1342) е избран за капитан и пожизнен протектор на Флоренция (1342) и в негови ръце са съсредоточени административната власт, финансовото управление и външните работи. Той сключва мир с Пиза и започва да се бори с финансовата криза, като налага мораториум върху изплащането на дълга. Разчитайки на благородниците от една страна, и на по-ниските слоеве на населението от друга, Готие се опитва да разруши републиканската структура и по време на представянето на „малкия народ“ в подкрепа на херцога Дворецът на Сеньорията е разграбен и знамето на народа (гонфалон) – символ на републиката - е унищожено. Приорите са лишени от власт. Опитите върху основите на конституционния ред на републиката предизвикват въстание във Флоренция през юли 1343 г. под лозунга за възстановяване на свободата, водено от елита на гилдиите и някои благородници, включително Медичите. Готие дьо Бриен е изгонен и на власт идват магнатите и „ дебелият народ“. Опитът на магнатите да получат връщане на правата си да заемат най-високите държавни длъжности обаче се проваля: ново въстание на пополаните през септември 1343 г. води до прогонването на магнатите от Флоренция. Проведена е реформа, която осигурява разделението на властта в републиката между големи, средни и младши гилдии, което означава по-нататъшна демократизация на обществено-политическата система.
Въпреки това поради фалита на английското и френското кралство (1340-те години) в страната избухва тежка финансова криза, която засяга особено водещите банкови къщи на семействата Барди и Перуци. Кризата до голяма степен подкопава позициите на флорентинската олигархия и допринася за демократизацията на държавната система. Населението на града по това време нараства до 120 хиляди души, а дялът на негилдийните занаятчии и наетите работници от имигрантите се увеличава значително. Те нямат представителство в ръководните органи и право да се обединяват в търговско-занаятчийски дружества. Това засилва антагонизма между гилдиите и негилдийното население и води до гладните бунтове от 1368 г. и първата стачка на работниците в европейската история (тази на кардьорите на вълна от 1345 г.). През 1346 г. е приет закон, който лишава от избирателни права имигрантите, чиито бащи не са родени във Флоренция. Правителството се опитва да забрани (1347) заемането на публични длъжности от гибелините, но този закон не минава поради съпротивата на младшите гилдии, които се страхуват от изборни злоупотреби. Чумната епидемия (1348), в която умира почти половината от населението, за кратко задържа процеса на укрепване на аристократичните елементи. Въпреки това още през 1351 г. законът за гибелините е окончателно одобрен и Сеньорията получава правото да определя лицата, които да бъдат избирани и отстранявани от длъжност. В резултат на това значителен брой граждани са лишени от избирателни права.
Външната политика след възстановяването на демократичната конституция (1343) губи своите експанзионистични стремежи и се ограничава до защитата на границите на републиката. По-широко се използва практиката да се наемат военни отряди от чуждестранни кондотиери за защита на границите и отблъскване на опити за агресия срещу Флоренция от съседните държави. Едва през 1362 г. републиката участва в мащабни военни действия срещу Пиза, но войната завършва (1364) с взаимното изчерпване на страните и признаването на правото на свободна търговия на Флоренция през пристанището на Пиза.

### Въстание на чомпите и идването на власт на олигархията (край на XIV – начало на XV век)
Неразделното господство на гвелфската партия във Флоренция през 1370-те години води до сериозна политическа криза: поради протекционистката политика на папата и хищническите набези на папските кондотиери на територията на републиката избухва война между Флоренция и папа Григорий XI: Войната на осемте светии (1375 – 1378). Тя получава името си поради специален комитет от осем души, назначен да ръководи Флорентинската република по време на войната. Тъй като папата се смята за божи наместник на земята, хората, които водят война срещу него, са наричани на шега „светии“. Въпреки че военните действия не се отличават с жестокост и се водят от наемнически отряди, войната води до огромни държавни разходи, големи загуби за търговските и занаятчийските кръгове и морална криза.
След безславния край на войната една от враждуващите фракции в партията на гвелфите, водена от рода Албици, се опитва да завземе властта в републиката и да промени конституцията. Това предизвиква отговор от пополаните: на 18 юни 1378 г., по призива на гонфалониера Салвестро де Медичи, във Флоренция избухва народно въстание, което прогонва лидерите на гвелфската партия и прехвърля властта на по-младите гилдии. Но още през юли е вдигнато въстание от неорганизираните наемни работници от работилници за вълна – чомпи, които поискват да им бъде предоставено правото да създават гилдии и да участват в управлението. Бунтовниците, водени от Микеле ди Ландо, успяват да завземат властта и да постигнат организирането на три нови гилдии: Тинтори (бояджии), Фарсетаи (шивачи) и Чомпи (чесачи на вълна и други помощни работници), които получават правото да избират трима от деветимата приори на републиката. Това е фундаментална промяна в цялата конституционна система и опит за включване на низшите класи в политическия елит. Но на 31 август 1378 г. отрядите на чомпите са победени от пополаните, които се обединяват срещу тях. Гилдията на чомпите е разтурена, но другите две нови гилдии са запазени. Властта преминава към младшите гилдии, които се опитват да реформират данъчното облагане и да ликвидират финансовата криза. Въпреки това борбата на два фронта, срещу чомпите и срещу гвелфите, провалът на реформите и липсата на авторитетен водач сред „малкия народ “ отслабват режима. През 1382 г. във Флоренция избухва въстанието на магнатите, което отстранява младшите гилдии от власт, ликвидира новите гилдии на Тинтори-те и Фарсетаи-те и възстановява контрола на висшите гилдии върху държавната администрация.
Въстанието на чомпите разкрива дълбоки социални и конституционни противоречия в републиката, но във Флоренция конфликтите между семействата са основният източник на конфронтация. Флорентинското семейство е много силна, макар и нестабилна институция, която е в основата на конституционната система, чиито роднински-териториални връзки проникват в социалните слоеве и поддържат състояние на постоянна нестабилност в обществото. През 1382 г. на власт идва тясна олигархия от няколко семейства магнати и „дебели пополани“, сред които водещата роля постепенно преминава към семейство Албици до началото на XV век. Олигарсите извършват нова реформа на системата на държавната администрация: правомощията на специалните комисии са рязко засилени, дялът на младшите работилници в управлението е намален до 1/4, установен е контрол върху изборната процедура, властта на приорите и съветите на комуната и народа е силно ограничен от нови колегиални институции, представляващи интересите на управляващата олигархия. Въпреки това политическият елит на Флоренция остава относително отворен и не се превръща в затворена каста, няма радикални промени в законодателството и организацията на системата за управление. Междусемейните конфликти продължават в рамките на управляващата олигархия и въпреки че Албици доминират в системата на управление на републиката в началото на XIV и XV век, но те никога не успяват да монополизират властта.
Краят на XIV – началото на XV век е белязан от рязко нарастване на външната заплаха. Експанзията на херцога на Милано Джан Галеацо Висконти в посока Тоскана (от 1390 г.) подкопава международните позиции на републиката. Той успява да присъедини Перуджа, Сиена, Пиза и Болоня към своите владения. Флоренция, която е заобиколена от всички страни от миланските владения, всъщност трябва да води война за независимост. Само смъртта му през 1402 г. спасява града. В същото време разширяването на републиката се възобновява: контролът над Арецо е върнат през 1384 г., а в резултат на войната от 1405 – 1406 г. Пиза – най-голямото морско пристанище на Тоскана, е присъединена към Флоренция. Благодарение на това позициите на флорентинците в Средиземноморието и Византия рязко се увеличават. През 1421 г. Ливорно и значителна част от тосканското крайбрежие са придобити от Генуа. Дългата война на Флоренция с Ладислав Анжуйски, крал на Неапол, който подчинява значителна част от Папската държава, довежда до анексирането на Кортона. Сключен е дългосрочен съюзен договор (1425) с Венеция, насочен срещу Милано, според който Тоскана и Романя са признати за сфера на влияние на Флоренция, но след края на войната срещу миланците (1428) Флоренция не получават никакво обезщетение.
През 1429 г. Флоренция атакува Луканската република, но тази война е неуспешна. Сиена и Милано се притичват на помощ на Лука, войната се превръща в продължителна и изключително трудна финансово. Само един авантюристичен опит да се наводни Лука чрез отклоняване на водите на река Серкио (1430) струва на републиката 40 000 златни флорина. През 1433 г. флорентинските войски са победени и миланците се приближават до самата Флоренция. Трябва да сключат мир и да се откажат от претенциите си към Лука. Неуспешната война подкопава позициите на правителството и рязко изостря вътрешните противоречия. Дългогодишната вражда между управляващото семейство Албици и богатото и влиятелно семейство Медичи, слабо представено в управлението на републиката, довежда до открита конфронтация. През 1433 г. Риналдо Албици, след като печели изборите за Сиеньорията, арестува и изгонва Козимо де Медичи Стария от Флоренция и конфискува имуществото на семейството му.

### Система на управление на Флорентинската република
Флорентинската република от XIV век се характеризира с необичайно широко участие на населението в публичната администрация, което позволява да се говори за висока степен на демократизация на обществено-политическата система. До края на века в републиката има повече от 3000 държавни длъжности, за чието заместване се провеждат избори ежегодно, като значителна част от длъжностите се попълват чрез жребий. Всички членове на търговски и занаятчийски корпорации (гилдии) имат право да избират и да бъдат избирани в държавни органи. Лишени са само неорганизираните наемни работници, имигрантите и благородниците. Нивото на участие на народа във властта във Флоренция е безпрецедентно за онова време. Тромавостта на административната система, тясната функционална специализация на нейните органи и системата на баланс на властта между различните магистрати осигуряват поддържането на републиканската система и предотвратяват узурпирането на властта във Флоренция от един човек.
Според „Институциите на правосъдието“ (1292 г.) най-висшият изпълнителен орган на републиката е съветът на шестима приори, представляващи висшите гилдии (представителят на седмата гилдия на Arti maggiori – тази на съдиите и нотариусите се смята за секретар на Сеньорията). Приорите ръководят вътрешната и външната политика на държавата и имат право на законодателна инициатива. Те се избират за два месеца и по време на изпълнение на задълженията си живеят в специално построения Дворец на Сеньорията. Наследниците на сегашните приори са избирани на специално събрание, на което присъстват самите приори, началниците на дванадесетте управляващи гилдии и представители на шестте района на града. През 1293 г. е създадена нова длъжност за седмия приор, гонфалониер на правосъдието, който получава функциите на държавен глава и правото да изпълнява присъди срещу длъжностни лица на републиката. Той е подчинен на специална гвардия от хиляда души. Шестимата приори и гонфалонерът формират правителството на република Флоренция – Сеньорията.
Създаването на Колегията на приорите не унищожава старите общински институции. Службата на подеста продължава да съществува, на която обикновено се избират чужденци за период от една година. Подестът служи като върховен съдия и главнокомандващ на въоръжените сили на републиката. В своята дейност той е подчинен на приорите. Структурата на неговата администрация включва два съвета: Съвета на старейшините, който включва по двама представители от всеки от шестте района на Флоренция, и Съвета на стоте, който е избран за сенат. Подестът и неговите съвети представляват интересите на градската комуна като цяло. За пополанската част от населението има и специален магистрат – капитанът на народа, който оглавява милицията на гилдията, предназначена да защитава конституционната система, и два съвета, подчинени на него, избирани от всички гилдии на Флоренция.
Институцията на пряката демокрация е народното събрание (на итал. parlamento), в което могат да вземат участие всички граждани. Въпреки че тази институция съществува почти през цялата история на независимата република, тя няма специални права и се свиква изключително нередовно за потвърждаване на отделни решения на правителството или длъжностни лица. Тези събрания разрешават административни или данъчни реформи, но не могат да обсъждат законопроекти и нямат съдебна власт.
След отстраняването на Анжуйците през 1328 г. е извършена нова реформа на административната система. Основните нововъведения са изборът на публична служба чрез жребий и фиксирането на правото на власт за всичките 21 гилдиии във Флоренция. Изборите чрез жребий се извършват по следния начин: бележки с имената на предварително избрани кандидати за публични длъжности се поставят в торба и след това се изваждат на сляпо, когато се определя наследникът на един или друг магистрат. Освен това изборите се провеждат през периода на работа на предишния служител, което улеснява предаването на властта. Съдържанието на торбата с имена се актуализира на всеки три до пет години.
Освен това системата от съвети е реорганизирана: вместо многобройни колегии под висшите власти са създадени три: Съветът на Комуната със съдебни и законодателни функции от 250 души, избирани от всички граждани на комуната, Съветът на народа при капитана, представляващ интересите на гилдиите и състоящ се от 300 души, избирани от пополаните, и Съветът на стоте при приорите, който играе ролята на Сената на републиката. Към дванадесетте старейшини („добри хора“) са прибавени още шестнадесет гонфалонери – въоръжената милиция на народа, представители на 16-те региона на Флоренция, които заедно образуват специален съвет – Съвета на Синьорията, който одобрява законопроектите на приорите, преди да бъдат разгледани в съветите. Съветът на народа и Съветът на Комуната са законодателните органи на републиката. Новата система на организация на управление силно ограничава възможността за узурпиране на властта от едно лице, както се случва в други италиански комуни от началото на XIV век, когато тиранията и сеньориите, включително наследствените, заменят републиканската система.
През 1343 г. е предприета още една стъпка за демократизация: Сеньорията е разширена до девет приори, от които двама са избирани от висшите гилдии, трима от средните гилдии, трима от младшите, а деветият е избиран от всяка гилдия на свой ред. Така младшите работилници получават достъп до управлението на републиката.
Членовете на 21-те флорентински гилдии се радват на избирателни права в републиката. Магнатите, благородниците, първото поколение имигранти, негилдийните занаятчии и наемните работници са лишени от правото да заемат публични длъжности и да участват в избори. Със закон от 1351 г. Сеньорията също получава правото да определя кой от гражданите е гибелин и по този начин да отстранява нежелателни хора от участие в избори. Изборите са правени от специална колегия от скрутатори, избирани от гилдиите, които от своя страна чрез теглене на жребий, въз основа на консолидиран списък от кандидати от кварталите, гилдиите и партията на гвелфите, определят лицата, които да заемат държавни постове. Приорите се избират за два месеца, членовете на законодателните органи – Съвета на Комуната и Съвета на народа, за шест месеца. Списъците с лица, предложени за избор на най-високи държавни длъжности, са много големи. Така например около 2000 кандидати са предложени за теглене с жребий за Сеньорията в началото на XV век . Още по-голям брой граждани има в списъците за избор на нисшите магистрати. В края на XIV век управляващата олигархия, водена от сем. Албици, установява контрол върху изборната процедура, което гарантира запазването на властта ѝ в продължение на няколко десетилетия.
Средно на всеки 50 000 – 100 000 граждани имат право на глас не повече от 5000 – 8000 души, което не е толкова малко, ако се има предвид, че почти половината от населението на града е непълнолетно.
От втората половина на XIV век значение в политическата система започват да придобиват извънредните комисии – балии (на итал. balia), формирани по време на периоди на вътрешни или външни кризи, на които са прехвърляни специални правомощия в републиката за ограничено време. Най-голяма роля играе Съветът на осемте (на итал. Otto della guerra), който ръководи военните операции по време на Войната на осемте светии (1375 – 1378), и който след идването на власт на олигархията (1382) придобива постоянен характер. По време на войната с Лука (1429) е сформиран Съветът на десетте (на итал. Dieci della guerra), който установява контрол върху действията на Сеньорията. Други балии се занимават с определянето на лицата за изгонване и със съставянето на списъци с граждани за заемане на публични длъжности и така се превръщат инструмент за влияние на управляващата олигархия. Балиите обаче никога не се опитват да узурпират властта в държавата и напълно да подчинят демократичната конституция.
До края на XIV век ролята на колегията на приорите, както и на съветите на комуната и народа в процеса на вземане на политически решения рязко намалява. При Сеньорията е създаден друг консултативен съвет, който включва представителите на водещите семейства и в който всъщност са съсредоточени лостовете на управлението при запазване на старата демократична система от съвети и магистрати. Ролята на младшите и средните гилдии в управлението е значително ограничена. 60 – 70 водещи фамилии на „дебелия народ“ чрез манипулиране на изборите и елиминиране на нежеланите хора от избирателните списъци си осигуряват господство в държавата и до 1420-те години тяхното влияние вече не зависи от позициите, които заемат в държавния апарат.

### Финансова система. Въоръжени сили
Първоначално приходната част на бюджета на Флорентинската комуна се формира главно от мита и данъци върху търговските операции. От известно значение са доходите от съдебни производства (глоби, мита), както и извънредните приходи в хазната в случай на конфискация на имуществото на осъден или изгонен гражданин на Флоренция. Бурният търговски живот дава възможност да се финансират доста добре разходите на републиката, включително военните кампании срещу тосканските феодали и съседните общини и поддръжката на държавния апарат. Въпреки това през XIV век със засилването на външните заплахи и формирането на тромава система за управление традиционните източници на финансови приходи започват да липсват. Огромни суми са погълнати от войните, водени от Флоренция със силите на наемните армии. Освен това управляващият търговско-занаятчийски елит по всякакъв начин избягва повишаването на митата и косвените данъци. Периодичните банкови кризи в Европа и повишената конкуренция между холандските и английските производители на платове също влошават ситуацията. В резултат на това до началото на XV век флорентинското правителство започва активно да прибягва до практиката на принудителни заеми (например заем през 1424 г. в размер на 150 хиляди златни флорина). Кардиналното нововъведение обаче е въвеждането на всеобщо данъчно облагане. През 1427 г., въпреки съпротивата на част от олигархията, е извършена обща оценка на движимото и недвижимо имущество на гражданите на Флоренция и е въведен единен данък върху имуществото и капитала в размер на 0,5%. Въпреки че практиката за плащане на данъци върху собствеността съществува от няколко века, съставянето на кадастъра през 1427 г. и законодателното фиксиране на размера на данъка стават основата на новата финансова система на държавата. През 1433 г. данъкът върху имуществото и капитала става прогресивен: в зависимост от размера на имота данъкоплатците внасят от 1 до 3% в държавната хазна.
Ядрото на въоръжените сили на ранната Флорентинска република е милицията на гражданите. За времето си това е доста ефективна армия, обединена от общия дух на борбата за свободата на комуната. Тези сили успяват да подчинят селския район на Флоренция, побеждавайки феодалите и разрушавайки техните замъци. Начело на милицията обикновено стоят урбанизираните дребни рицари – валвасорите, преминавали на служба на комуната. Въпреки това след като пополаните идват на власт във Флоренция и феодалите са прогонени, военната сила на градската милиция започва да намалява: след като поемат контрола над републиката, търговските и занаятчийските среди губят интерес към службата в армията и уменията и тактиката на военните действия е загубена. Републиката е принудена да кани чужди владетели за своя защита – Шарл I Анжуйски, Готие дьо Бриен, Робер Анжуйски, които довеждат свои собствени рицарски армии. Опитът от въоръжената борба на жителите на града за тяхната свобода се трансформира в паравоенни териториално-семейни организации на пополаните, обединени в „знамената“ (гонфалони – райони) на Флоренция, оглавявани от капитаните на народа. Тези образувания гарантират в продължение на няколко века запазването на републиканската конституция на Флоренция и не позволяват установяването на тирания в страната.
С намаляването на значението на пополанската милиция Флоренция започва да прибягва до наемането на военни отряди, за да защитава своята територия и да анексира нови земи. В резултат на това до XIV век въоръжените сили на републиката се състоят почти изключително от чуждестранни наемници, водени от кондотиер, който набира отряд и сключва споразумение за военна служба с представители на републиката. Още в битката при Монтаперти през 1260 .г. 200 кавалерийски наемници от Романя се бият на страната на републиката. В различните периоди на служба във Флоренция са известни кондотиери като Рамон де Кардона, Джон Хокууд, Франческо I Сфорца, Еразмо да Нарни. Въпреки че професионалните армии на кондотиерите превъзхождат по бойни качества рицарските милиции от онова време, нежеланието им да се жертват в името на държавата, която ги е наела, както и честите преминавания на служба на врага, който им предлага повече облаги, създава значителни трудности при провеждането на външната политика от Флоренция. Позорните кампании на републиката по време на Войната на осемте светии през 1375 – 1378 г. или войната с Лука през 1429 – 1433 г. значително отслабва международното положение на републиката и води до остри държавни кризи.

### Начало на Ренесанса във Флоренция
Ранното развитие на комуната във Флоренция, формирането на градската култура, появата на гражданско общество и общински патриотизъм, демократизацията на системата за управление, както и интересът към Античността, водят до формирането на хуманистичен мироглед във Флоренция през XIII век с неговия интерес към човека и обществото. Флоренция се характеризира особено с ранното възникване на идеята за свобода като голяма ценност на флорентинската държава и специална гордост от нейната републиканска система. Именно Флоренция става първият лидер на италианското хуманистично движение. Флорентинецът Данте Алигиери (1265 – 1321), който полага основите на италианския литературен език и създава съвършено нова, хуманистична литература, става най-голямата фигура на зараждащия се хуманизъм. От Флоренция са и неговите последователи Франческо Петрарка (1304 – 1374), основоположник на лирическата поезия, и Джовани Бокачо (1313 – 1375), основоположник на романа. Отношенията между човека и обществото и проблемите на равенството и патриотизма са отразени в творчеството на флорентинеца Леонардо Бруни (1375 – 1444). Историческата литература достига високо ниво в творчеството на Дино Компани (1255 – 1324) и Джовани Вилани (1275 – 1348).
Хуманистичният мироглед допринася за формирането във Флоренция на един от най-важните центрове на европейското изкуство. Градът става център на Предренесанса и Ранния ренесанс в Италия. Създава се цяла Флорентинска художествена школа, една от основните школи на Италианския ренесанс. Неин родоначалник е Джото ди Бондоне (1276 – 1337), който се отклонява от каноничните принципи на средновековното изкуство и полага основите на изкуството на Ренесанса. Сред най-талантливите последователи е Мазачо (1401 – 1428), един от най-великите италиански художници от Ранния ренесанс. В началото на XV век флорентинската скулптура и архитектура започват да процъфтяват. Работата на Лоренцо Гиберти (1381 – 1455) и Филипо Брунелески (1377 – 1446), Донатело (1386 – 1466) достига безпрецедентни висоти в изразителност и реализъм. Основната тема на тяхното изкуство е възхвалата на идеала за човешката личност. Сградите и паметниците, създадени от тези майстори, стават основната украса на Флоренция и ѝ носят световна слава.
Традициите, заложени от великите флорентинци от края на XIV – началото на XV век, са разработени в работата на майсторите на Зрелия Ренесанс, който процъфтява през периода на Сеньорията на Медичите във Флоренция.

## Сеньория на Медичите

### Формиране на Сеньорията на Медичите (1434 – 1469)
Основата на богатството на семейство Медичи е положена от Джовани ди Бичи де Медичи (1360 – 1429), който основава банка във Флоренция, която скоро става една от най-богатите в Италия. В началото на XV век значението на традиционните индустрии (облекло, вълнена индустрия), притиснати в тясната рамка на еснафската регулация и страдащи от конкуренцията на чуждестранните занаятчии, намалява в републиката и банковите операции излизат на преден план в икономика. Флоренция става най-големият финансов център в Западна Европа, а банката на Медичите става най-голямата европейска банка. Нейните клонове са разположени в Рим, Генуа, Неапол, Венеция, Авиньон, Брюге и Лондон, тя получава повече от половината от приходите си от Рим, превръщайки се в основен кредитор на Римската курия и на самата Флорентинска република, чиято финансова система е разстроена от неуспешните войни с Лука и миланските Висконти. Във Флоренция Джовани де Медичи печели широка популярност сред хората (главно сред жителите на контадото и на градовете, подвластни на Флоренция, както и на жителите на квартал Сан Джовани) благодарение на репутацията си, уважението към републиканската система и финансова подкрепа на своите поддръжници. Влиянието на семейство Медичи не се харесва на управляващата олигархия на семействата Албици и Строци и през 1433 г. Козимо де Медичи Старият – син и наследник на Джовани, е прогонен от републиката.
Но още през 1434 г. привържениците на Медичите печелят изборите за правителство на Флоренция. Козимо Стари триумфално се завръща в родината. Опитът за преврат на Риналдо Албици се проваля и старата олигархия е принудена да напусне страната. Създадена е Комисия на десетте, която получава властта да избира приори и да подбира кандидати за други високи постове във Флоренция, като по този начин премахва традицията на гласуване чрез жребий. Въпреки че републиканската конституция и всички ръководни органи на комуната са запазени, а самият Козимо не заема специални постове в държавата, той става де факто владетел на Флоренция. Комисията на десетте, на която той става член през 1438 г., изтласква от контрола всички други висши органи на републиката и съсредоточава властовите механизми в свои ръце. Това дава възможност да се осигури стабилност в държавата, но институцията на демократичните избори е заменена от системата на личната власт на „сеньора“ на Флоренция. Въпреки това политиката на Козимо и неговите наследници се характеризира с демонстрирането и култивирането на принципа на помирение и подчинение на волята на държавата като средство за постигане на единство на гражданското общество и укрепване на собствената им власт. Медичите стават майстори на компромиса; водейки диалог с всички социални слоеве, те допринасят за утвърждаването на идеите за толерантност във Флорентинската република.
Външната политика на Флоренция е изцяло контролирана и направлявана от Козимо де Медичи. Основната заплаха за републиката е Миланското херцогство на Филипо Мария Висконти. След като сключват съюз с Венеция и наемат голяма армия от кондотиери, флорентинските войски през 1440 г. побеждават миланците при Аняри. Това прави възможно изтласкването на Висконти от Тоскана и анексирането на изворите на река Арно с град Попи. В последвалата борба за трона на Милано Козимо активно подкрепя Франческо I Сфорца, който след коронясването му за херцог на Милано през 1450 г. осигурява установяването на траен мир между двете държави. Флорентинско-миланският съюз среща противник в лицето на венецианско-неаполитанския блок, но под влиянието на папа Николай V през 1454 г. е сключен мирът от Лоди. Той е подписан от всички най-големи държави на Апенинския полуостров, който установява система на баланс в Италия и открива дълъг период на мирно съвместно съществуване на италианските държави.
Установяването на мир и провеждането във Флоренция на Вселенския събор от 1439 – 1445 г., на който е сключена уния с Православната църква на Константинополската патриаршия (т.нар. Флорентинска уния), значително издигат престижа на републиката. Въпреки това опозицията срещу властта на Медичите във Флоренция продължава да съществува: през 1458 г. Лука Пити заговорничи с идеите за възстановяване на демокрацията, което за известно време принуждава Козимо да възстанови изборите чрез жребий. И след второто си премахване Медичите са принудени да вземат предвид мнението на опозицията и да избегнат открито нарушаване на републиканската конституция. Широката популярност на Козимо продължава през цялото му управление. При него през 1439 г. във Флоренция е открита първата публична библиотека в Европа. Платоновата академия е възродена, извършва се активно строителство и благоустрояване на града. Козимо де Медичи става активен покровител на изкуствата и осигурява поръчки за Донатело, Брунелески и Фра Анджелико.
След смъртта на Козимо през 1464 г. опозицията, водена от Николо Содерини, успява да приеме закон, който възстановява изборите чрез жребий и избира гонфалониери. Опитите за демократична реформа обаче са осуетени в съветите от привържениците на Медичите. През 1466 г. е разкрит нов заговор на Пити и Содерини. Венеция се обявява в подкрепа на опозицията, но през 1468 г. нейните войски са победени от коалицията на Флоренция, Милано и Неапол.

### Възход и падение на сеньорията (1469 – 1494)
Флоренция достига своя връх по време на управлението на Лоренцо де Медичи (1469 – 1492), наричан Великолепният. Дългият период на мир допринася за благосъстоянието и просперитета на републиката. Спадът в производството на платове се компенсира от бързото развитие на производството на копринени тъкани, по обем на износа на които Флоренция заема едно от първите места в Европа. Търговията продължава да нараства, особено с Турция, Франция и Леванта, както и международните кредитни операции на флорентинските банкови къщи. Благодарение на покровителството на Лоренцо де Медичи и активното насърчаване на изкуствата, градът се превръща в основен център на Италианския ренесанс. По това време тук работят Джовани Пико дела Мирандола, Анджело Полициано, Сандро Ботичели, Микеланджело Буонароти. Във Флоренция активно се извършва ново строителство и подобряване на града.
Стабилността на властта е осигурена от реформата на държавния апарат. При запазване на републиканските органи през 1480 г. е създаден допълнителен Съвет на седемдесетте, който придобива функциите на правителството и изтласква от власт старите колегии, приори и гонфалониери. Под Съвета са сформирани два постоянни комитета: Съветът на осемте, отговарящ за външната политика и воденето на войната, и Съветът на дванадесетте, управляващ финансовата, кредитната и търговската политика, както и занимаващ се с въпроси на вътрешните работи и справедливост. Старите законодателни съвети оцеляват, но правомощията им са ограничени до одобряване на решенията на Съвета на седемдесетте. През 1480 г. е проведена данъчна реформа и рязко е увеличен размерът на данъка върху имуществото. Важен момент от данъчната реформа на Лоренцо Медичи е, че тя не засяга облагането на поземлената рента. Това насърчава изтеглянето на капитала от флорентинската буржоазия от производството и търговията и нейните инвестиции в земя и дава тласък на процесите на „одворяване“ на едрата буржоазия на републиката. Режимът на Лоренцо Великолепни също се характеризира с добре организирана пропаганда, която насърчава социалното сближаване под ръководството на Дом Медичи.
Въпреки това вътрешната опозиция срещу управлението на Медичите във Флоренция остава значителна. През 1471 г. Волтера се разбунтува, но въстанието е брутално потушено през 1472 г. През 1478 г. Франческо Паци заговорничи, подкрепен от големите банкови къщи на републиката и папата. На 26 април 1478 г. по време на църковна служба заговорниците убиват Джулиано де Медичи, брат на Лоренцо, и правят покушение срещу самия Лоренцо. Въпреки че жителите на града подкрепят Медичите и заговорниците са арестувани, опозицията запазва сериозни позиции в правителството, включително в Съвета на седемдесетте, и не позволява на Лоренцо да ликвидира републиканските институции.
Флоренция постига най-големия си успех при Медичите на международната арена. Стриктното придържане към съюза с Милано и Неапол е съчетано с гъвкавост спрямо папството . Това допринася за превръщането на републиката в основен гарант на италианската система на баланс, която осигурява относително мирното съществуване на италианските държави от 1454 до 1494 г. В началото на управлението на Лоренцо отношенията между републиката и папа Сикст IV са доста хладни: папата подкрепя заговора на Паци, налага запрещение (интердикт) на Флоренция и през 1479 г. започва нахлуване на територията на републиката. Но още през 1480 г. Лоренцо успява да сключи мир с папата, а през 1484 г., благодарение на намесата на Флоренция, те успяват да разрешат мирно конфликта между Рим и Ферара. През 1487 г. е придобита Сардзана – важен плацдарм на Лигурийското крайбрежие. Основното постижение на външната политика на Република Флоренция по време на управлението на Лоренцо Великолепни обаче е успешното възпиране на Франция от намеса в италианските дела.
Но въпреки всички успехи и относителен просперитет Флорентинската република е извън възможностите си да запази статута на велика сила. Ръстът на данъците и непродуктивните разходи на държавата по време на управлението на Лоренцо, блясъкът на двора му, постоянните празници и турнири предизвикат нарастване на недоволството сред средните слоеве на населението. Липсата на постоянна армия прави републиката уязвима за силен външен враг. Системата на италианското равновесие всъщност се основава само на авторитета на Лоренцо Великолепни. Затова, когато през 1492 г. той умира, тази система се срива: избухва конфликт между Милано и Неапол, в който синът на Лоренцо Пиеро II Злочестият взема страната на последния. Херцогът на Милано Лудовико Мария Сфорца се обръща за помощ към Франция. С пасивността на Флоренция френските войски под командването на Шарл VIII през август 1494 г. нахлуват в Италия. Това е началото на Италианските войни. Когато французите се приближават до границите на републиката, Пиеро подписва капитулацията без съпротива и предава крепостите на Сардзана, Пиза и Ливорно на Шарл VIII. Веднага след като стават известни условията на договора, във Флоренция избухва въстание. Медичите са прогонени, а в страната е възстановена републиканската конституция.

## Втора република (1494 – 1512)
След прогонването на Медичите във Флоренция е възстановена старата републиканска конституция. Народното събрание избира колегия от дванадесет корепетитори, която да подбере кандидатите за най-високите държавни постове. Създаден е нов върховен законодателен орган – Велик съвет (по образец на венецианския Велик съвет) от 3000 души (1/5 от гражданите на републиката с право на глас), под чийто контрол са поставени всички висши органи на управление. В страната се разгорява разгорещен дебат за начините на държавно развитие на републиката. Начело на демократичното движение застава Джироламо Савонарола – талантлив проповедник и привърженик на реформирането на обществото в духа на стриктно спазване на моралните принципи. И в края на управлението на Медичите той придобива колосално влияние във Флоренция, особено по въпросите на етиката и религията. Под негово влияние Иисус Христос е провъзгласен за сеньор на републиката, лихварите са изгонени от Флоренция, извършено е опрощаване на дългове, забранени са развлеченията и празненствата, изгаряни са луксозни стоки, картини, „неморални“ книги (например на Бокачо). Савонарола се опитва да изгради във Флоренция образцова християнска държава. Той не заема публични длъжности, но благодарение на авторитета си контролира цялата политическа система на републиката. В областта на външната политика Савонарола и другите лидери на новата република се ориентират към Франция. Но след като французите напускат Италия в края на 1494 г., Флоренция се оказа в изключително трудна ситуация: въстанието в Пиза води до отделянето на този град от републиката, Сардзана е превзета от Генуа, Пиетрасанта от Лука. Папа Александър VI също е враждебно настроен към Флоренция заради проповедите на Савонарола.
Основните противници на Савонарола са водещите флорентински семейства, привърженици на връщането към олигархията от началото на XV век: „ядосаните“ (на итал. arrabbiati) и привържениците на правилото на Медичите („сивите“). В контекста на формирането през 1496 г. на антифренската лига на италианските държави натискът върху републиката рязко се увеличава. През 1497 г. папата обявява проповедите на Савонарола за еретични, отлъчва го от Църквата и изисква неговата екстрадиция. През март 1498 г. мнозинството в правителството на републиката преминава към противниците на Савонарола. По заповед на папата проповедникът е арестуван и екзекутиран на 23 май.
След смъртта на Савонарола правителството на републиката насочва цялата си енергия към потушаването на Пизанското въстание. Обсадата на Пиза обаче се превръща в срамно поражение за армията от кондотиери, наети от Флоренция. Ситуацията ескалира с образуването на силна държава в Романя от Чезаре Борджа. През 1501 г. той атакува Флоренция. Това предизвиква бунтове в Арецо, Монтепулчано и Пистоя. Републиката не успява да окаже ефективна съпротива. Само намесата на Франция принуждава Чезаре Борджа да изтегли войските си от долината на река Арно. Външнополитическата криза води до изостряне на вътрешните проблеми. Огромният, демократичен Велик съвет и честата смяна на висшите служители на републиката възпрепятстват укрепването на държавата.
През 1502 г. е извършена радикална реформа на системата за управление: длъжността гонфалониер на правосъдието става доживотна. На 1 ноември 1502 г. Пиеро Содерини е избран за гонфалониер на републиката, а Николо Макиавели скоро става съветник. Правителството най-накрая придобива стабилност и авторитет, финансовото му състояние се подобрява донякъде и след смъртта на папа Александър VI, разпадането на държавата на Чезаре Борджа и сключването на френско-испанския мир през 1505 г., външнополитическото положение на Флоренция също се нормализира. Под влияние на Макиавели е извършена военна реформа: републиката се отказва от използването на наемни части и през 1506 г. сформира национална армия – народна милиция. Новата войска обсажда Флоренция и през 1509 г. превзема Пиза, като по този начин възстанови територията на държавата.
Като цяло обаче Флорентинската република остава сравнително слаба: в страната продължава да съществува силна патрицианска опозиция срещу демократичната конституция и няма достатъчно финансови и военни сили, които да действат наравно с великите сили на политическата арена. Профренският курс на Содерини, в контекста на обединението на цяла Италия срещу Франция, също носи значителна заплаха за републиката. В резултат на войната на Свещената лига, до 1512 г. французите са принудени да напуснат Италия. Флоренция остава в пълна политическа изолация. На конгреса в Мантуа през 1515 г. държавите от Свещената лига признават правото на Медичите върху Флоренция. На територията на републиката нахлува испанската армия на Рамон де Кардона, която превзема Прато и се приближава до Флоренция. Градът е обхват от паника, Содерини бяга в Рагуза, а правителството се оказа неспособно на съпротива. Флоренция скоро капитулира, съгласява се с връщането на властта на Медичите и с плащането на обезщетение от 140 000 дуката.

## Реставрация на Медичите (1512 – 1527)
След реставрацията на Медичите през 1512 г. народното събрание на Флоренция избира специалния Комитет на 45-те (по-късно – на 65-те) за реформиране на държавното устройство, в по-голямата си част съставен по поддръжници на Медичите. Председател на комитета става кардинал Джовани де Медичи, син на Лоренцо де Медичи (Великолепни). Великият съвет и народната милиция са ликвидирани, а органите, съществували при Лоренцо, са възстановени. Формално, съгласно новата държавна система, висшата власт принадлежи на Съвета на седемдесетте и на Сеньория от осем приори и гонфалониери, но в действителност контролът е съсредоточен в специална комисия (балѝя), която става постоянна институция. Балията назначава на всеки два месеца членовете на Сеньорията и определя вътрешната и външната политика на държавата. В действителност властта принадлежи единствено на Джовани де Медичи – кардинала, ръководещ дейността на балията и на другите органи на управлението.
През 1513 г. Джовани де Медичи е избран за папа под името Лъв X. В резултат на това Флоренция става придатък на Папската държава. Цялата външна политика на републиката е напълно подчинена на интересите на Рим. За владетели на Флоренция са обявени братът на Лъв X – Джулиано де Медичи, херцог на Немур, а след неговата смърт през 1516 г. – на сина на Пиеро II де Медичи – Лоренцо II де Медичи, херцог на Урбино. В действителност обаче вътрешното управление на републиката остава в ръцете на папа Лъв X. По това време рязко се увеличава вниманието на Флоренция към Франция: Лоренцо II се жени за принцеса от френския кралски двор, а дъщеря му Катерина по-късно става кралица на Франция. След смъртта на Лоренцо през 1519 г. Флорентинската република е поставена под контрола на кардинал Джулио де Медичи, незаконен син на Джулиано де Медичи, (Джулио е убит в Заговора на Паци). По времето на кардинал Джулио във Флоренция се установява относително спокойствие, стабилизира се държавната система и финансовото състояние на републиката. Неговата вътрешна политика продължава традиционния за Медичите флирт с всички социални слоеве на обществото и показната привързаност към демократичните и републикански ценности.
Реставрацията на Медичите съвпада с началото на общия спад на икономиката на Италия като цяло и по-специално на Флоренция. Вътрешният пазар остава слаб поради протекционистката политика на всяка от италиански държави и многобройни митническите ограничения. Всевластните флорентински търговски и финансови среди възпрепятстват развитието на индустрията в другите градове на републиката, а селските райони работят единствено в интерес на Флоренция. Основният пазар за промишлени стоки остават чуждите страни, но от края на XV век флорентинците започват да се изместват от Англия, Франция и други страни, с увеличаваща се национална буржоазия. Освен това английското сукно започва да побеждава в конкурентна борба на европейските и италиански пазари флорентинското, а вносът на вълна от Англия и багрила от Леванта рязко пада. Това довежда до спад на производството в основните отрасли на Флоренция. В сравнение с началото на XV век производството на сукно в годините около 1520 г. намалява почти четири пъти. Лекото увеличение на производството на коприна и луксозни стоки не компенсира спада в други области на производството. Откриването на Америка и преместването на търговските пътища в Европа през Атлантическия океан също сериозно засяга флорентинската търговия. От спада са засегнати и банковите операции: банковите къщи на Флоренция губят водещата си позиция в Европа и влиянието си пред кралските дворове в Англия, Франция и други страни, изместени от местните финансови кръгове.

Упадъкът на промишлеността, търговията и банковото дело във Флоренция води до това, че флорентинската буржоазия започва да изтегля капитала си от обращение и го насочва към закупуване на земя. Започва да се формира нова поземлена аристокрация, ориентирана към получаване на земеделска рента от отдаване под аренда на владенията си на селяните. От друга страна, загубили работата си в града, много наемни работници се връщат към селата, увеличавайки броя на селяните. Недостигът на земя способства за утвърждаване във флорентинските села на голяма рента при доста тежки за селяните условия – половината селскостопанска продукция се изземва в полза на земевладелеца. Това води до частично ограничаване на личната свобода на селяните и създаване на полуфеодални отношения в селското стопанство.
През 1523 г. кардинал Джулио става папа под името Климент VII. Флоренция отново се оказва под непосредственото управление на папството. За формални владетели на републиката са обявени непълнолетните Иполито де Медичи и Алесандро де Медичи, извънбрачни синове на Джулиано, херцог на Немур, и на Лоренцо, херцог на Урбино.
Продължителното подчинение на Флоренция на интересите на папите и престъпването на републиканските традиции от неговите чиновници, заедно с влошаващата се икономическа обстановка и нарастващата безработица, пораждат постепенно нарастване на противопоставянето на управлението на Медичите сред широките слоеве на населението. Новината за разграбването на Рим от германските войници през 1527, и бягството на папа Климент VII предизвикват бунт във Флоренция и повторното прогонване на Медичите.

## Падане на Флорентинската република (1527 – 1532)
След прогонването на Медичите във Флоренция отново е възстановена съществуващата през 1494 г. републиканска конституция. Великият съвет от двеста граждани на републиката, избиран според старата демократична система, става върховен орган на властта. Великият съвет формира правителство – Сеньория от осем приора и гонфалониер на правосъдието, както и одобрява законите на републиката. Сеньорията осъществява общо ръководство на вътрешната и външната политика и разработва проектозакони, внасяни във Великия съвет. Специални правомощия са дадени на Съвета на десетте, отговарящ за военните въпроси. Гонфалониерът е държавен глава и се избира за една година с право на преизбиране неограничен брой пъти.
На 31 май 1527 г. Николо Капони е избран за гонфалониер на Флоренция, представляващ интересите на умерените републиканци. Въпреки това в страната веднага започва остра борба между различните политически групи: fratesci (умерени, предимно дребни търговци), pallesci (поддръжници на Медичите), ottimati (аристокрация) и arrabbiati (радикални демократи, пламенни противници на Медичите). Борбата завършва с победа на радикалите, главно дребни занаятчии и търговци, към които се присъединяват и по-ниските социални слоеве. Под техния натиск през лятото на 1527 г. Флоренция обявява, че се  присъединява към Конякската лига и подкрепя френското нахлуване в Италия. Първоначалните успехи на френската армия обаче скоро се превръщат в поражение при Ландриано. На 5 август 1529 г. Франция сключва сепаративен мир с испанския крал и император на Свещената Римска империя Карл V, отказвайки се от претенции за италианските територии. Скоро папа Климент VII също напуска войната, като с подписването на Договора от Болоня  се задължава да короняса Карл V за император и признава испанската хегемония в Италия, за което му е обещана имперска помощ за възстановяване на властта на Медичите във Флоренция.
След Договора от Камбре и Болоня само Флоренция продължава да се съпротивлява на испанско-имперските сили на Апенинския полуостров. В републиката отново е създадена народната милиция, наети са отряди от професионални кондотиери под ръководството на Микеланджело Буонароти, започва създаването на силни укрепления за защита на града. Николо Капони, който се опитва да преговаря за мир с папата, е отстранен от поста си на гонфалониер. Радикалните ядосани идват на власт, водени от новия гонфалониер Франческо Кардучи. Въпреки това през септември 1529 г. императорските войски нахлуват на територията на републиката и превземат Фиренцуола, предизвиквайки паника в столицата и бягството на много аристократи и големи търговци. Към 24 октомври армията на принца на Оранж Филибер дьо Шалон приближава Флоренция. Срещу имперската армия от 40 хил. души републиката може да изправи не повече от 13 хил. войници. Въпреки това героичната защита на Емполи и Волтера от флорентинската армия на Франческо Феручи успява да задържи натиска на императорските войски за известно време и да им нанесе значителни щети. Но на 3 август 1530 г. флорентинците са победени в ожесточената битка при Гавинана, в която падат убити принцът на Оранж и Франческо Феручи. Въпреки героизма на защитниците на Флоренция градът е обречен. След единадесет месеца защита започват преговори с папата. На 12 август 1530 г. Флоренция капитулира и се съгласява с връщането на Медичите и реформата на държавното устройство на републиката.
Навлизането в града на императорско-папските войски е придружено от масови репресии, екзекуции и изгонване на републиканците. През 1531 г. във Флоренция пристига новият владетел Алесандро де Медичи, внук на Лоренцо Великолепни. Демократичната конституция е отменена и през 1532 г. Алесандро е провъзгласен за херцог на Флоренция. Това е краят на Флорентинската република и тя се превръща в наследствена монархия под управлението на Медичите. След анексирането на Сиена през 1557 г. новата държава получава от 1569 г. името Велико херцогство Тоскана.